# Jan Zygmunt Skrzynecki

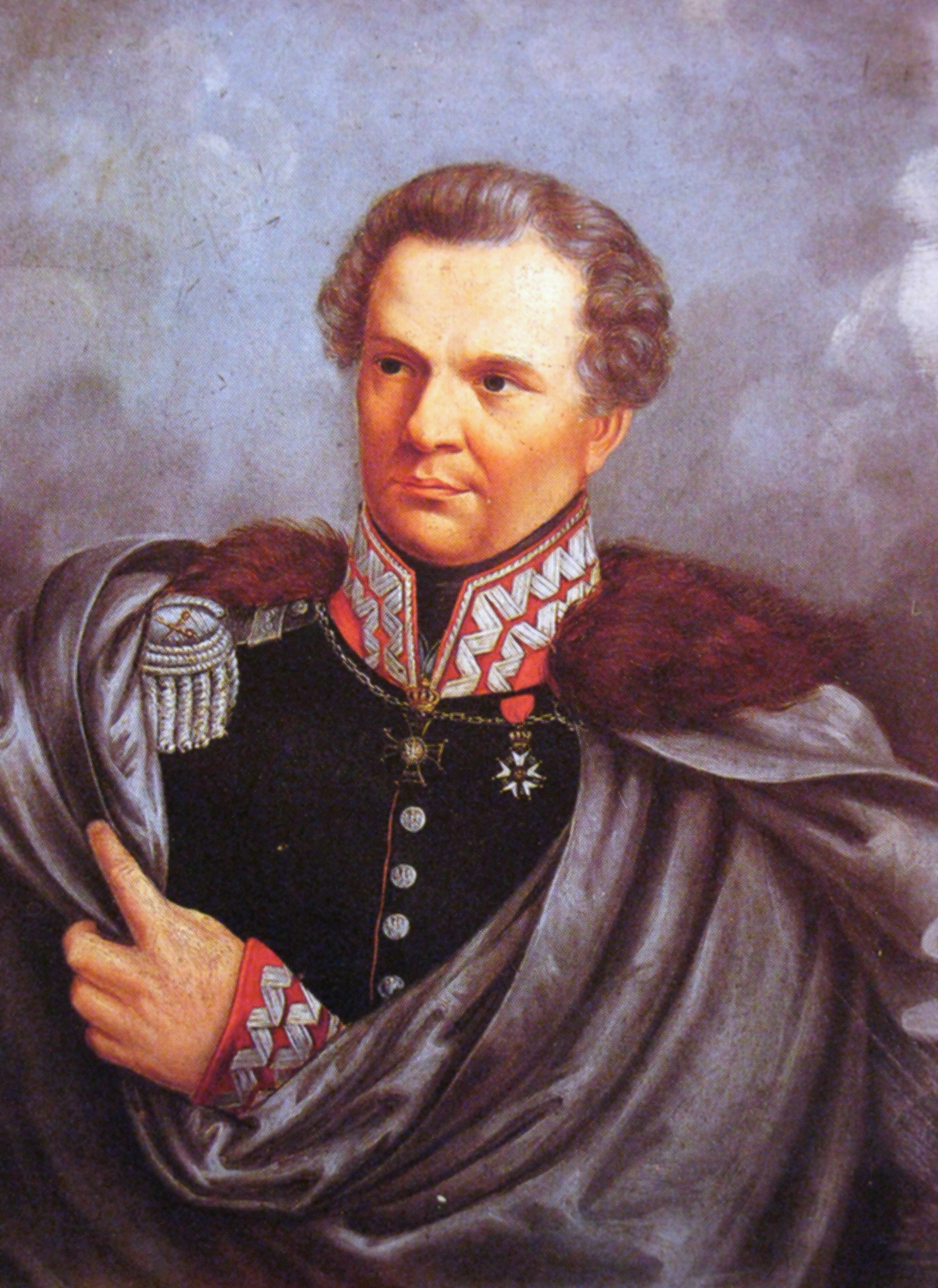
Jan Zygmunt Skrzynecki

Jan Zygmunt Skrzynecki, född 8 februari 1787 i Żebrak, död 12 januari 1860 i Kraków, var en polsk militär. 
Skrzynecki tjänade under Napoleon I, vars liv han räddade 1814 vid Arcis-sur-Aube. År 1812 blev han major och deltog som överste i slaget vid Leipzig 1813. Efter polska resningens utbrott deltog han i slaget vid Grochów 1831 och blev överbefälhavare efter Michał Gedeon Radziwiłł. Han slog visserligen ryssarna vid Dębe Wielkie och Iganie, men förstod ej att utnyttja framgången, utan drog sig tillbaka för Hans Carl von Diebitsch-Zabalkanskij och led nederlaget vid Ostrołęka den 26 maj 1831. 
Skrzynecki återvände till Warszawa och inledde underhandlingar med Ryssland, Preussen och Österrike, men hären och folkmeningen var mot honom, och han avlöstes från sin post av Henryk Dembiński, under vilken han dock fortsatte att tjäna. Efter Warszawas fall anslöt han sig till general Samuel Różyckis friskaror och räddade sig på fristaten Krakóws område. En tid var han anställd i belgisk militärtjänst, men försattes i passivitet på de tre delningsmakternas yrkanden. 